# Weltmeisterschaften im Gewichtheben 2011

Piktogramm „Gewichtheben“.

Die Weltmeisterschaften im Gewichtheben 2011 fanden vom 5. bis zum 13. November 2011 im Disneyland Paris in der Nähe der französischen Hauptstadt Paris statt. Es sind die 79. Weltmeisterschaften der Männer und zugleich die 22. der Frauen gewesen. Die Veranstaltung war Teil der Qualifikation für die Olympischen Spiele 2012 in London.

## Männer

### Klasse bis 56 kg
| Disziplin | Disziplin | Gold        | Gold   | Silber       | Silber | Bronze            | Bronze |
| --------- | --------- | ----------- | ------ | ------------ | ------ | ----------------- | ------ |
| -56 kg    | Zweikampf | Wu Jingbiao | 292 kg | Zhao Chaojun | 284 kg | Valentin Xristov  | 276 kg |
| -56 kg    | Reißen    | Wu Jingbiao | 133 kg | Zhao Chaojun | 128 kg | Trần Lê Quốc Toàn | 125 kg |
| -56 kg    | Stoßen    | Wu Jingbiao | 159 kg | Zhao Chaojun | 156 kg | Valentin Xristov  | 154 kg |

### Klasse bis 62 kg
| Disziplin | Disziplin | Gold       | Gold   | Silber          | Silber | Bronze          | Bronze |
| --------- | --------- | ---------- | ------ | --------------- | ------ | --------------- | ------ |
| -62 kg    | Zweikampf | Zhang Jie  | 321 kg | Kim Un-guk      | 320 kg | Eko Yuli Irawan | 310 kg |
| -62 kg    | Reißen    | Kim Un-guk | 150 kg | Zhang Jie       | 145 kg | Bünyamin Sezer  | 141 kg |
| -62 kg    | Stoßen    | Zhang Jie  | 176 kg | Eko Yuli Irawan | 171 kg | Kim Un-guk      | 170 kg |

### Klasse bis 69 kg
| Disziplin | Disziplin | Gold         | Gold   | Silber    | Silber | Bronze        | Bronze |
| --------- | --------- | ------------ | ------ | --------- | ------ | ------------- | ------ |
| -69 kg    | Zweikampf | Tang Deshang | 341 kg | Oleg Chen | 336 kg | Wu Chao       | 335 kg |
| -69 kg    | Reißen    | Mete Binay   | 157 kg | Oleg Chen | 156 kg | Tang Deshang  | 155 kg |
| -69 kg    | Stoßen    | Tang Deshang | 186 kg | Wu Chao   | 185 kg | Won Jeong-Sik | 182 kg |

Der deutsche Teilnehmer Simon Brandhuber landete mit 296 kg im Zweikampf auf dem 34. Platz.

### Klasse bis 77 kg
| Disziplin | Disziplin | Gold       | Gold   | Silber     | Silber | Bronze                    | Bronze |
| --------- | --------- | ---------- | ------ | ---------- | ------ | ------------------------- | ------ |
| -77 kg    | Zweikampf | Lu Xiaojun | 375 kg | Su Dajin   | 372 kg | Sa Jae-Hyouk              | 360 kg |
| -77 kg    | Reißen    | Lu Xiaojun | 170 kg | Su Dajin   | 166 kg | Tigran Geworg Martirosjan | 166 kg |
| -77 kg    | Stoßen    | Su Dajin   | 206 kg | Lu Xiaojun | 205 kg | Sa Jae-Hyouk              | 203 kg |

Der deutsche Teilnehmer Jakob Neufeld landete mit 331 kg im Zweikampf auf dem 14. Platz.

### Klasse bis 85 kg
| Disziplin | Disziplin | Gold             | Gold   | Silber             | Silber | Bronze            | Bronze |
| --------- | --------- | ---------------- | ------ | ------------------ | ------ | ----------------- | ------ |
| -85 kg    | Zweikampf | Kianoush Rostami | 382 kg | Benjamin Hennequin | 378 kg | Adrian Zieliński  | 376 kg |
| -85 kg    | Reißen    | Andrej Rybakou   | 178 kg | Adrian Zieliński   | 174 kg | Kianoush Rostami  | 173 kg |
| -85 kg    | Stoßen    | Kianoush Rostami | 209 kg | Benjamin Hennequin | 208 kg | Yoelmis Hernandez | 205 kg |

Der deutsche Teilnehmer Tom Schwarzbach landete mit 359 kg im Zweikampf auf dem 12. Platz.

### Klasse bis 94 kg
| Disziplin | Disziplin | Gold             | Gold   | Silber           | Silber | Bronze             | Bronze |
| --------- | --------- | ---------------- | ------ | ---------------- | ------ | ------------------ | ------ |
| -94 kg    | Zweikampf | Ilja Iljin       | 407 kg | Artem Iwanow     | 407 kg | Saeid Mohammadpour | 402 kg |
| -94 kg    | Reißen    | Alexander Iwanow | 186 kg | Artem Iwanow     | 186 kg | Kim Min-jae        | 182 kg |
| -94 kg    | Stoßen    | Ilja Iljin       | 226 kg | Ruslan Nurudinov | 221 kg | Saeid Mohammadpour | 221 kg |

### Klasse bis 105 kg
| Disziplin | Disziplin | Gold                  | Gold   | Silber        | Silber | Bronze            | Bronze |
| --------- | --------- | --------------------- | ------ | ------------- | ------ | ----------------- | ------ |
| -105 kg   | Zweikampf | Chadschimurat Akkajew | 430 kg | Dmitri Klokow | 428 kg | Oleksiy Torokhtiy | 410 kg |
| -105 kg   | Reißen    | Chadschimurat Akkajew | 198 kg | Dmitri Klokow | 196 kg | Gia Machavariani  | 187 kg |
| -105 kg   | Stoßen    | Chadschimurat Akkajew | 232 kg | Dmitri Klokow | 232 kg | Oleksiy Torokhtiy | 229 kg |

Der deutsche Teilnehmer Robby Behm landete mit 360 kg im Zweikampf auf dem 18. Platz.

### Klasse über 105 kg
| Disziplin | Disziplin | Gold                    | Gold   | Silber               | Silber | Bronze               | Bronze |
| --------- | --------- | ----------------------- | ------ | -------------------- | ------ | -------------------- | ------ |
| +105 kg   | Zweikampf | Behdad Salimikordasiabi | 464 kg | Sajjad Anoushiravani | 439 kg | Jeon Sang-guen       | 433 kg |
| +105 kg   | Reißen    | Behdad Salimikordasiabi | 214 kg | Ihor Schymetschko    | 200 kg | Sajjad Anoushiravani | 198 kg |
| +105 kg   | Stoßen    | Behdad Salimikordasiabi | 250 kg | Sajjad Anoushiravani | 241 kg | Jeon Sang-guen       | 241 kg |

Der deutsche Teilnehmer Almir Velagic landete mit 411 kg im Zweikampf auf dem 9. Platz.

## Frauen

### Klasse bis 48 kg
| Disziplin | Disziplin | Gold      | Gold   | Silber         | Silber | Bronze            | Bronze |
| --------- | --------- | --------- | ------ | -------------- | ------ | ----------------- | ------ |
| -48 kg    | Zweikampf | Tian Yuan | 207 kg | Panida Khamsri | 187 kg | Nurdan Karagöz    | 183 kg |
| -48 kg    | Reißen    | Tian Yuan | 090 kg | Genny Pagliaro | 083 kg | Marzena Karpińska | 082 kg |
| -48 kg    | Stoßen    | Tian Yuan | 117 kg | Panida Khamsri | 107 kg | Nurdan Karagöz    | 103 kg |

### Klasse bis 53 kg
| Disziplin | Disziplin | Gold                  | Gold   | Silber              | Silber | Bronze        | Bronze |
| --------- | --------- | --------------------- | ------ | ------------------- | ------ | ------------- | ------ |
| -53 kg    | Zweikampf | Sülfija Tschinschanlo | 227 kg | Aylin Daşdelen      | 219 kg | Ji Jing       | 214 kg |
| -53 kg    | Reißen    | Sülfija Tschinschanlo | 097 kg | Yudelquis Maridalin | 095 kg | Hsu Shu-ching | 093 kg |
| -53 kg    | Stoßen    | Sülfija Tschinschanlo | 130 kg | Aylin Daşdelen      | 126 kg | Ji Jing       | 121 kg |

Die deutsche Teilnehmerin Julia Rohde landete mit 191 kg im Zweikampf auf dem 14. Platz.

### Klasse bis 58 kg
| Disziplin | Disziplin | Gold               | Gold   | Silber             | Silber | Bronze           | Bronze |
| --------- | --------- | ------------------ | ------ | ------------------ | ------ | ---------------- | ------ |
| -58 kg    | Zweikampf | Nastassja Nowikawa | 237 kg | Li Xueying         | 236 kg | Pimsiri Sirikaew | 230 kg |
| -58 kg    | Reißen    | Li Xueying         | 103 kg | Nastassja Nowikawa | 101 kg | Romela Begaj     | 100 kg |
| -58 kg    | Stoßen    | Nastassja Nowikawa | 136 kg | Li Xueying         | 133 kg | Pimsiri Sirikaew | 131 kg |

Die deutsche Teilnehmerin Christin Ulrich landete mit 199 kg im Zweikampf auf dem 15. Platz, Sabine Kusterer wurde mit 192 kg 21.

### Klasse bis 63 kg
| Disziplin | Disziplin | Gold                | Gold   | Silber              | Silber | Bronze          | Bronze |
| --------- | --------- | ------------------- | ------ | ------------------- | ------ | --------------- | ------ |
| -63 kg    | Zweikampf | Swetlana Zarukajewa | 255 kg | Maija Manesa        | 248 kg | Ouyang Xiaofang | 246 kg |
| -63 kg    | Reißen    | Swetlana Zarukajewa | 117 kg | Ouyang Xiaofang     | 113 kg | Maija Manesa    | 109 kg |
| -63 kg    | Stoßen    | Maija Manesa        | 139 kg | Swetlana Zarukajewa | 138 kg | Roxana Cocoș    | 136 kg |

### Klasse bis 69 kg
| Disziplin | Disziplin | Gold            | Gold   | Silber       | Silber | Bronze            | Bronze |
| --------- | --------- | --------------- | ------ | ------------ | ------ | ----------------- | ------ |
| -69 kg    | Zweikampf | Oksana Sliwenko | 266 kg | Xiang Yanmei | 264 kg | Tatjana Matwejewa | 253 kg |
| -69 kg    | Reißen    | Oksana Sliwenko | 118 kg | Xiang Yanmei | 116 kg | Huang Shih-Hsu    | 116 kg |
| -69 kg    | Stoßen    | Oksana Sliwenko | 148 kg | Xiang Yanmei | 148 kg | Tatjana Matwejewa | 143 kg |

Die deutsche Teilnehmerin Anett Goppold landete mit 200 kg im Zweikampf auf dem 28. Platz.

### Klasse bis 75 kg
| Disziplin | Disziplin | Gold                   | Gold   | Silber                 | Silber | Bronze         | Bronze |
| --------- | --------- | ---------------------- | ------ | ---------------------- | ------ | -------------- | ------ |
| -75 kg    | Zweikampf | Nadeschda Jewstjuchina | 293 kg | Swetlana Podobedowa    | 287 kg | Kim Un-ju      | 265 kg |
| -75 kg    | Reißen    | Swetlana Podobedowa    | 131 kg | Nadeschda Jewstjuchina | 130 kg | Iryna Kulescha | 121 kg |
| -75 kg    | Stoßen    | Nadeschda Jewstjuchina | 163 kg | Swetlana Podobedowa    | 156 kg | Kim Un-ju      | 151 kg |

Die deutsche Teilnehmerin Yvonne Kranz landete mit 220 kg im Zweikampf auf dem 16. Platz, Mandy Wedow wurde mit 217 kg 19.

### Klasse über 75 kg
| Disziplin | Disziplin | Gold               | Gold   | Silber             | Silber | Bronze                | Bronze |
| --------- | --------- | ------------------ | ------ | ------------------ | ------ | --------------------- | ------ |
| +75 kg    | Zweikampf | Zhou Lulu          | 328 kg | Tatjana Kaschirina | 322 kg | Mariam Usman          | 283 kg |
| +75 kg    | Reißen    | Tatjana Kaschirina | 147 kg | Zhou Lulu          | 146 kg | Hripsime Churschudjan | 125 kg |
| +75 kg    | Stoßen    | Zhou Lulu          | 182 kg | Tatjana Kaschirina | 175 kg | Mariam Usman          | 156 kg |

Die deutsche Teilnehmerin Kathleen Schöppe landete mit 237 kg im Zweikampf auf dem 15. Platz.

## Medaillenspiegel

### Alle Medaillen
| Rang  | Land                    | Gold | Silber | Bronze | Gesamt |
| ----- | ----------------------- | ---- | ------ | ------ | ------ |
| 1     | Volksrepublik China     | 16   | 15     | 5      | 36     |
| 2     | Russland                | 12   | 9      | 2      | 23     |
| 3     | Kasachstan              | 7    | 3      | 1      | 11     |
| 4     | Iran                    | 5    | 2      | 4      | 11     |
| 5     | Belarus                 | 3    | 1      | 1      | 5      |
| 6     | Türkei                  | 1    | 2      | 3      | 6      |
| 7     | Nordkorea               | 1    | 1      | 3      | 5      |
| 8     | Ukraine                 | 0    | 3      | 5      | 8      |
| 9     | Thailand                | 0    | 2      | 2      | 4      |
| 10    | Frankreich              | 0    | 2      | 0      | 0      |
| 11    | Polen                   | 0    | 1      | 2      | 3      |
| 12    | Indonesien              | 0    | 1      | 1      | 2      |
| 13    | Dominikanische Republik | 0    | 1      | 0      | 1      |
| 13    | Italien                 | 0    | 1      | 0      | 1      |
| 13    | Usbekistan              | 0    | 1      | 0      | 1      |
| 16    | Südkorea                | 0    | 0      | 6      | 6      |
| 17    | Aserbaidschan           | 0    | 0      | 2      | 2      |
| 17    | Chinesisch Taipeh       | 0    | 0      | 2      | 2      |
| 19    | Albanien                | 0    | 0      | 1      | 1      |
| 19    | Armenien                | 0    | 0      | 1      | 1      |
| 19    | Georgien                | 0    | 0      | 1      | 1      |
| 19    | Kuba                    | 0    | 0      | 1      | 1      |
| 19    | Rumänien                | 0    | 0      | 1      | 1      |
| 19    | Tunesien                | 0    | 0      | 1      | 1      |
| Total | Total                   | 45   | 45     | 45     | 135    |

### Zweikampf
| Rang  | Land                | Gold | Silber | Bronze | Gesamt |
| ----- | ------------------- | ---- | ------ | ------ | ------ |
| 1     | Volksrepublik China | 6    | 4      | 3      | 13     |
| 2     | Russland            | 4    | 3      | 1      | 8      |
| 3     | Kasachstan          | 2    | 2      | 0      | 4      |
| 4     | Iran                | 2    | 1      | 1      | 4      |
| 5     | Belarus             | 1    | 0      | 0      | 1      |
| 6     | Ukraine             | 0    | 1      | 2      | 3      |
| 7     | Nordkorea           | 0    | 1      | 1      | 2      |
| 7     | Thailand            | 0    | 1      | 1      | 2      |
| 7     | Türkei              | 0    | 1      | 1      | 2      |
| 10    | Frankreich          | 0    | 1      | 0      | 1      |
| 11    | Südkorea            | 0    | 0      | 2      | 2      |
| 12    | Aserbaidschan       | 0    | 0      | 1      | 1      |
| 12    | Indonesien          | 0    | 0      | 1      | 1      |
| 12    | Polen               | 0    | 0      | 1      | 1      |
| Total | Total               | 15   | 15     | 15     | 45     |

## Doping
Der Tuniesier Khalil El-Maaoui (56 kg), der Tadschike Nizom Sangov (62 kg), der Slowake Karol Samko (77 kg) und der Tscheche Libor Wälzer (105 kg) sowie die Albanerin Shqiponja Brahja (48 kg), die Malayin Raihan Yusoff (53 kg), die Nigerianerin Hadiza Zakari (75 kg) und die Ukrainerin Olha Korobka (3. Platz +75 kg) wurden wegen Dopings disqualifiziert.